# 破天荒フェニックス オンデーズ再生物語
『破天荒フェニックス オンデーズ再生物語』（はてんこうフェニックス オンデーズさいせいものがたり）は、眼鏡・サングラス販売の全国チェーン「オンデーズ」の代表取締役である田中修治によるノンフィクション小説。2018年9月4日に単行本が幻冬舎から刊行された。
「絶対に倒産する」と銀行から宣告されたオンデーズを買収するという賭けに打って出て、社長となった田中が相次ぐ裏切りや倒産の危機など様々な絶体絶命のピンチに陥りながらも破天荒ともいえる策を講じて立ち向かった実話を基にしている。
2020年1月にテレビ朝日系で3夜連続のスペシャルドラマとして放送された。

## 書誌情報
- 単行本：2018年09月04日発売、幻冬舎、ISBN 978-4-344033-50-4
- 文庫本：2019年11月18日発売、NewsPicks Book（幻冬舎）、ISBN 978-4-344429-16-1

## テレビドラマ
『破天荒フェニックス』（はてんこうフェニックス）のタイトルで、テレビ朝日新春3夜連続ドラマとして2020年1月3日から1月5日において放送。主演は勝地涼。

### キャスト

#### 株式会社 サンデーズ
田村雄司（たむら ゆうじ）
演 - 勝地涼
全国眼鏡チェーン「サンデーズ」代表取締役。
元はデザイン事務所を経営していたが、一念発起し「サンデーズ」を買収。倒産寸前であった「サンデーズ」を立ち直らせるべく、世界進出という壮大な夢のために奔走する。
奥田吉弘（おくだ よしひろ）
演 - 伊藤淳史
雄司の良き相棒で財政会計のプロ。「サンデーズ」では主に経理を担当している。
雄司の「サンデーズ」買収に反対の身ではあったが、いつの間にか社員に取り立てられることになる。　
神戸麻美（かんべ あさみ）
演 - 瀧本美織
「サンデーズ」の社員。周りに丁寧な気配りができるしっかり者。
雄司に才能を見込まれて社長直属のプロジェクトチームのメンバーに大抜擢される。
松尾秀和（まつお ひでかず）
演 - 稲葉友
「サンデーズ」の社員。雄司とは古い付き合いだったことから社員となる。
雄司と共に車で各店舗への視察に向かうことが多い。
橋本悟（はしもと さとし）
演 - 丸山智己
「サンデーズ」の社員。大手アパレルメーカーのバイヤーを務めていた。
前の経営陣によって会社の隅に追いやられていたが、雄司に直談判の末に商品部長に抜擢される。

#### その他
奥田静江（おくだ しずえ）
演 - 貫地谷しほり
吉弘の妻であり最大の理解者。
人当たりがよく、何よりも夫である吉弘のことが大好き。雄司にも時折食事を提供することがある。
御子柴徹（みこしば とおる）
演 - 川平慈英
眼鏡の最大手チェーンの営業本部長。
常に雄司たちの先を行く戦略を打ち出していく、雄司にとっては大きな壁となる存在。
藤林（ふじばやし）
演 - 升毅
福井県鯖江市に本社を構える眼鏡フレームの製造会社「藤林光学」の社長。
以前「サンデーズ」には苦虫を噛み潰すような行為を受けた経験からフレームを卸すことを拒む。しかし、雄司たちの熱意に心動かされ、低価格で品質の高い眼鏡フレームを製造することに賛同する。
山科（やましな）
演 - 奥田洋平
「虎ノ門銀行」の融資担当。
「サンデーズ」の取引銀行でありながら、今後は一切の協力をしないと断言する。
三上英司（みかみ えいじ）
演 - 宮崎吐夢
「サンデーズ」の営業部長。
雄司のやり方に憤りを覚え、部下とともに辞表を叩きつけて退職。のちに御子柴がいる眼鏡チェーンに転職することになる。
中村（なかむら）
演 - 相築あきこ
雑貨チェーン「ファニー&ファン」の社長。
自身の会社の買収に乗り出した雄司に協力する。
京極（きょうごく）
演 - 名高達男
「海島商事」の社長。
資金繰りに苦しむ雄司たちが最後の望みをかける有力者。御子柴と何らかの繋がりがあるらしい。

### スタッフ
- 原作 - 田中修治 『破天荒フェニックス オンデーズ再生物語』（NewsPicks Book / 幻冬舎刊）
- 脚本 - 櫻井智也
- 音楽 - 沢田完
- 主題歌 - Da-iCE 「Phoenix」（ユニバーサルシグマ）[4]
- 眼鏡監修 - 重村真実（オンデーズ）
- 銀行監修 - 鈴木嘉
- 技術協力 - バスク
- 照明協力 - ロケット
- 美術協力 - テレビ朝日クリエイト
- 音響効果 - スポット
- 装飾 - テレフィット
- ゼネラルプロデューサー - 大川武宏（テレビ朝日）
- プロデューサー - 川島誠史（テレビ朝日）、浅井千瑞（MMJ）、森一季（MMJ）
- 演出 - 小野浩司
- 制作著作 - テレビ朝日、MMJ

### 放送日程
| 話数   | 放送日 | サブタイトル | ラテ欄                                                                                    |
| ------ | ------ | ------------ | ----------------------------------------------------------------------------------------- |
| 第1夜  | 1月3日 | 逆風自立編   | 負債14億! 30歳社長どん底から世界進出! 実話に基づく今話題の小説を初ドラマ化!!              |
| 第2夜  | 1月4日 | 荒波挑戦編   | 実話小説ドラマ化!! 社長よ辞めろ…! 退陣要求で大ピンチ!! 美女の罠で倒産へのカウントダウン!? |
| 最終夜 | 1月5日 | 風雲飛躍編   | 実話小説ドラマ化・完結編!! 倒産の危機…1日で3億円集めろ! 最終手段…地獄の会食で一発逆転!!   |

## 漫画
ウェブコミック配信サイトのcomicブースト（幻冬舎コミックス）で、シナリオは星井博文　作画は伊野ナユタによって2020年1月17日より6月5日かけて『破天荒フェニックス』のタイトルで連載された。単行本化により『マンガ 破天荒フェニックス オンデーズ再生物語』へ改題し、2020年7月30日に発売。

## 舞台
劇団TEAM-ODACにより、2022年6月に初演が行われ、同年12月にストーリーをリニューアルし再演。以降も幾度か、同劇団により公演された。田中修治の役は2022年・2024年は伊﨑央登、2023年は日向野祥が担当。

### 公演日程
- 劇団TEAM-ODAC
  - 第39回本公演「舞台・破天荒フェニックス～いつだって始まっている～」（2022年6月1日 - 5日、シアターサンモール[7]）
  - 第40回本公演「舞台・破天荒フェニックス」（2022年12月7日 - 11日、俳優座劇場[8]）
  - 第42回本公演「舞台・破天荒フェニックス～2023～」（2023年12月6日 - 11日、こくみん共済 coop ホール / スペース・ゼロ[9]）
  - 第45回本公演「舞台・破天荒フェニックス〜2024〜」（2024年12月18日 - 22日、博品館劇場）[10]

### 主なスタッフ（舞台）
- 原作：田中修治『破天荒フェニックス』(幻冬舎)
- 製作：劇団TEAM-ODAC
- 脚本・演出：笠原哲平(TEAM-ODAC)